# Bräsmesläktet
Bräsmesläktet (Cardamine) är ett släkte av korsblommiga växter med cirka 200 arter spridda över hela världen, varav åtta arter förekommer i Sverige.. Bräsmesläktet ingår i familjen korsblommiga växter.

## Beskrivning
Örterna i släktet är huvudsakligen fleråriga. De är kala och har oftast stjälkar med flera stjälkblad och en basal bladrosett. Bladen är strödda och oftast parbladiga med uddblad. De blommar i kvastlika klasar med få blommor och hela kronblad som oftast är vita, annars rödvioletta eller blekt rosa.

## Etymologi
Släktnamnet Cardamine kommer av grekiskans cardamon, som var ett växtnamn hos Aristofanes.

## Dottertaxa till Bräsmor
Följande arter listas i Catalogue of Life som dottertaxa till Cardamine, i alfabetisk ordning:

- Cardamine africana
- Cardamine albertii
- Cardamine altigena
- Cardamine amara - Bäckbräsma
- Cardamine amaraeformis
- Cardamine amplexicaulis
- Cardamine anemonoides
- Cardamine angulata
- Cardamine angustata
- Cardamine anhuiensis
- Cardamine apennina
- Cardamine appendiculata
- Cardamine arakiana
- Cardamine armoracioides
- Cardamine asarifolia
- Cardamine aschersoniana
- Cardamine axillaris
- Cardamine balnearia
- Cardamine bellidifolia - Fjällbräsma
- Cardamine bilobata
- Cardamine bipinnata
- Cardamine blaisdellii
- Cardamine bodinieri
- Cardamine bonariensis
- Cardamine breweri
- Cardamine bulbifera - Tandrot
- Cardamine bulbosa
- Cardamine calcicola
- Cardamine caldeirarum
- Cardamine californica
- Cardamine calthifolia
- Cardamine carnosa
- Cardamine caroides
- Cardamine castellana
- Cardamine changbaiana
- Cardamine chelidonia
- Cardamine chenopodiifolia
- Cardamine cheotaiyienii
- Cardamine chilensis
- Cardamine ciliata
- Cardamine circaeoides
- Cardamine clematitis
- Cardamine concatenata
- Cardamine conferta
- Cardamine constancei
- Cardamine cordata
- Cardamine cordifolia
- Cardamine corymbosa
- Cardamine crassifolia
- Cardamine debilis
- Cardamine decumbens
- Cardamine delavayi
- Cardamine demissa
- Cardamine densiflora
- Cardamine dentata
- Cardamine depressa
- Cardamine digitata
- Cardamine diphylla
- Cardamine dissecta
- Cardamine douglassii
- Cardamine dubia
- Cardamine elegantula
- Cardamine engleriana
- Cardamine enneaphyllos - Vårtandrot
- Cardamine eremita
- Cardamine fargesiana
- Cardamine fauriei
- Cardamine flagellifera
- Cardamine flexuosa - Skogsbräsma
- Cardamine fragariifolia
- Cardamine franchetiana
- Cardamine fulcrata
- Cardamine gallaecica
- Cardamine georgiana
- Cardamine geraniifolia
- Cardamine glacialis
- Cardamine glanduligera - Ungersk tandrot
- Cardamine glauca
- Cardamine gouldii
- Cardamine gracilis
- Cardamine graeca
- Cardamine granulifera
- Cardamine granulosa
- Cardamine griffithii
- Cardamine gunnii
- Cardamine heptaphylla - Violtandrot
- Cardamine hirsuta - Bergbräsma
- Cardamine holmgrenii
- Cardamine hupingshanensis
- Cardamine hydrocotyloides
- Cardamine hygrophila
- Cardamine impatiens - Lundbräsma
- Cardamine incisa
- Cardamine innovans
- Cardamine jamesonii
- Cardamine jejuna
- Cardamine jonselliana
- Cardamine keysseri
- Cardamine kitaibelii
- Cardamine kiusiana
- Cardamine komarovii
- Cardamine konaensis
- Cardamine kruesselii
- Cardamine lacustris
- Cardamine lazica
- Cardamine leucantha
- Cardamine lihengiana
- Cardamine lilacina
- Cardamine lojanensis
- Cardamine longifructus
- Cardamine longii
- Cardamine longipedicellata
- Cardamine loxostemonoides
- Cardamine luxurians
- Cardamine lyrata
- Cardamine macrocarpa
- Cardamine macrophylla
- Cardamine majovskii
- Cardamine maritima
- Cardamine maxima
- Cardamine mexicana
- Cardamine micranthera
- Cardamine microphylla
- Cardamine microzyga
- Cardamine monteluccii
- Cardamine multiflora
- Cardamine multijuga
- Cardamine nasturtioides
- Cardamine nepalensis
- Cardamine nipponica
- Cardamine nuttallii
- Cardamine nymanii
- Cardamine obliqua
- Cardamine occidentalis
- Cardamine oligosperma
- Cardamine ovata
- Cardamine pachystigma
- Cardamine papuana
- Cardamine parviflora - Strandbräsma
- Cardamine pattersonii
- Cardamine paucifolia
- Cardamine paucijuga
- Cardamine paxiana
- Cardamine pedata
- Cardamine penduliflora
- Cardamine pensylvanica
- Cardamine pentaphyllos - Fingertandrot
- Cardamine penzesii
- Cardamine picta
- Cardamine plumierii
- Cardamine pratensis - Ängsbräsma
- Cardamine prorepens
- Cardamine pseudowasabi
- Cardamine pulchella
- Cardamine purpurascens
- Cardamine purpurea
- Cardamine pygmaea
- Cardamine quinquefolia
- Cardamine ramosa
- Cardamine raphanifolia
- Cardamine regeliana
- Cardamine repens
- Cardamine resedifolia
- Cardamine rivularis
- Cardamine rockii
- Cardamine rostrata
- Cardamine rotundifolia
- Cardamine rupicola
- Cardamine scaposa
- Cardamine schinziana
- Cardamine schulzii
- Cardamine scutata
- Cardamine seravschanica
- Cardamine simplex
- Cardamine sphenophylla
- Cardamine stenoloba
- Cardamine subcarnosa
- Cardamine subumbellata
- Cardamine tanakae
- Cardamine tangutorum
- Cardamine tenera
- Cardamine tenuifolia
- Cardamine tenuirostris
- Cardamine thyrosidea
- Cardamine tianqingiae
- Cardamine torrentis
- Cardamine trichocarpa
- Cardamine trifida
- Cardamine trifolia
- Cardamine trifoliolata
- Cardamine tryssa
- Cardamine tuberosa
- Cardamine udicola
- Cardamine uliginosa
- Cardamine umbellata
- Cardamine waldsteinii
- Cardamine variabilis
- Cardamine victoris
- Cardamine violacea
- Cardamine volkmannii
- Cardamine vulgaris
- Cardamine yezoensis
- Cardamine yunnanensis